# フランス語の音韻
この記事では、パリ方言を基にした標準フランス語の音韻体系を主に解説する。
フランス語の発音の大きな特徴として、口蓋垂音のr、鼻母音 (Nasal vowel) 、および、「リエゾン」・「エリジオン」という連音現象などが挙げられる。

## 子音
子音を表す記号が2つ横に並んでいる場合は、左が無声音、右が有声音を表している。
|        | 唇音 | 歯音/ 歯茎音 | 後部歯茎音 | 硬口蓋音 | 硬口蓋音 | 軟口蓋音 | 軟口蓋音 | 口蓋垂音 |
| -      | 唇音 | 歯音/ 歯茎音 | 後部歯茎音 | 唇音化   | -        | 唇音化   |          | 口蓋垂音 |
| ------ | ---- | ------------ | ---------- | -------- | -------- | -------- | -------- | -------- |
| 鼻音   | m    | n            |            | ɲ        |          | ŋ        |          |          |
| 破裂音 | p b  | t d          |            |          |          | k ɡ      |          |          |
| 摩擦音 | f v  | s z          | ʃ ʒ        |          |          | x        |          | ʁ        |
| 接近音 |      |              |            | j        | ɥ        |          | w        | ʁ        |
| 側面音 |      | l            |            | (ʎ)      |          |          |          |          |

音声学上の注記
- 軟口蓋音/ŋ/はフランス語本来の音素ではなく、parkingやcampingといった借用語の末尾に現れる[1]。この音をうまく発音できない人々は、単子音[ŋ]を前鼻音化した音素列[ŋɡ]に置き換えて発音する[要出典]。また、当該の語の直後に来る母音とリエゾンする可能性のある位置ではこの音素列がほぼ体系的に出現する[要出典] 。
- フランス語のrの発音は幅広い変異（異音）を示す。[ʀ]、[ʁ] （摩擦音と接近音の双方）、[r]、[ɾ]、[χ]の全てが"r"として認識される[2]が、これらの大半は方言的であると見做される。
- 接近音[j]、[ɥ]、[w]はそれぞれ母音[i]、[y]、[u]に対応する子音である。前者と後者が最小対を構成する場合もあるが（例えばloua [lu.a]「貸した」とloi [lwa]「法律」）、多くの場合は自由変異をなす。
- 標準フランス語を含むかなりの方言で側面的接近音/ʎ/は中線的接近音/j/に置き換えられている。

1. ラテン語には存在した長子音が、フランス語では失われており（文字上では、同一の子音字の連続として長子音の存在の痕跡を残している）、その代わり、例えば母音間のssは母音間のsに対応する無声音を表示するといった機能を有する。poisson（魚）とpoison（毒）など。

- 無声軟口蓋摩擦音/x/はフランス語本来の音素ではなく、jotaやkhamsin、Huang Heといった借用語（主にスペイン語、アラビア語、中国語）で現れることがある。うまく発音できない人はrの音[ʀ]、[ʁ]や[k]に置き換え、つづりが"h"の場合は発音しない。

| 音素 | 例     | 例     | 語義     |     | 音素     | 例      | 例     | 語義 |
| ---- | ------ | ------ | -------- | --- | -------- | ------- | ------ | ---- |
| /m/  | [mjɛl] | miel   | 蜂蜜     | /n/ | [nu]     | nous    | 私達   |      |
| /ɲ/  | [aɲo]  | agneau | 羊       | /ŋ/ | [paʁkiŋ] | parking | 駐車場 |      |
| /p/  | [po]   | peau   | 肌       | /b/ | [bo]     | beau    | 美しい |      |
| /t/  | [tu]   | tout   | 全て     | /d/ | [du]     | doux    | 甘い   |      |
| /k/  | [kø]   | queue  | 尻尾     | /ɡ/ | [ɡɛ̃]     | gain    | 獲得   |      |
| /f/  | [fu]   | fou    | 狂った   | /v/ | [vu]     | vous    | あなた |      |
| /s/  | [su]   | sous   | 〜の下   | /z/ | [zɛ̃]     | zain    | 単色の |      |
| /ʃ/  | [ʃu]   | chou   | キャベツ | /ʒ/ | [ʒu]     | joue    | 頬     |      |
| /l/  | [lu]   | loup   | 狼       | /ʁ/ | [ʁu]     | roue    | 車輪   |      |

### 長子音
二重子音字がフランス語の数多くの語の正書法綴りに出現するにもかかわらず、
そのような語の発音に長子音が現れることは比較的稀である。
以下のような例が確認される。
[ʁʁ]という発音が、動詞courir（「走る」）とmourir（「死ぬ」）の未来形と条件法に出現する。例えば、条件法のil mourrait [ilmuʁʁɛ]（「彼は死ぬだろう」）は半過去のil mourait [ilmuʁɛ] （「彼は死につつあった」）と対立をなす。未来形と条件法で正書法上<rr>を持つ他の動詞は単に[ʁ]と発音される――il pourra（「彼は出来るだろう」）、il verra（「彼は見るだろう」）。
接頭辞in-がnで始まる語幹に結合する場合、形成された語は任意で長子音[nn]としても発音される。これはim-、il-、ir-などの接頭辞でも同様である。
- inné [in(n)e]（「生来の」）
- immortel [im(m)ɔʁtɛl]（「不死の」）
- illisible [il(l)izibl]（「読めない」）
- irresponsable [iʁ(ʁ)ɛspɔ̃sabl]（「責任のない」）

syllabe（「音節」）、grammaire（「文法」）、illusion（「幻」）のような語でも任意の長子音化が観察される。こうした語の発音は、多くの場合で正書法の影響（綴り字発音）によるものであり、話者によって差があり、幅広い文体的な効果を生じさせている。流音と鼻音/m n l r/以外での長子音化は「概して気取った、もしくは衒学的なものと考えられている」。文体的なものとされる発音にはaddition [addisjɔ̃]（「追加」）やintelligence [ɛ̃tɛlliʒɑ̃s]（「知性」）などがある。
二重の'm'と'n'を長子音化するのはラングドック地域に特有であり、他の南部訛りと対照をなしている。
正書法上での二重の子音字とは対応しない長子音化の例も若干ある。単語内の曖昧母音（後述）の欠失が、同一の子音の連続を生じさせる場合もある。là-dedans [laddɑ̃]（「その中に」）、l'honnêteté [lɔnɛtte]（「誠意」）など。こうした文脈では必ず長子音で発音しなければならない。目的語代名詞の省略形l'は、母音の後では（非標準的な口語において）任意で長子音[ll]として発音されうる――
- Je l'ai vu [ʒœl(l)ɛvy]（「私はそれ（彼）を見た」）
- Il faut l'attraper [ilfol(l)atrape]（「それを捕まえないと」）

最後に、強調強勢が置かれた語ではその最初の音節先頭の子音に長子音化が見られる場合がある――
- formidable [ffɔrmidabl]（「素晴らしい」）
- épouvantable [eppuvɑ̃tabl]（「恐ろしい」）

### リエゾン
連音の一種で、語末子音が語頭母音の前でなければ発音されないもの。フランス語の単語の多くは「潜在的」な語末子音を持っており、ある種の統語的な文脈において、次の語が母音で始まる場合にのみ発音されると分析可能である。例えば、deux（「2」）/døz/という語は単独では基底的な語末子音/-z/が削除されて[dø]と発音される。deux jours（「2日間」）のように次の語が子音で始まる場合も基底的な語末子音/-z/が削除されて/døz#ʒuʁ/ → [dø.ʒuːʁ]となるが、他方 deux ans（「2年間」）の場合は次の語が母音で始まるためにdeuxの基底的な語末子音/-z/が削除されずに/døz#ɑ̃/→[dø.zɑ̃]となる。

## 母音

フランス語の口腔母音（鼻母音以外の母音）。Fougeron & Smith (1993)より。点の左側に非円唇の、右側に円唇の母音を記している。この調査での話者ではとの区別は見られなかった。

標準フランス語では最大13つの口腔母音と最大4つの鼻母音の対比が存在する。曖昧母音（右図中央）は実際には示差的な音ではなく、大抵は他のいずれかの母音として発音されるか、あるいは全く発音されない「脱落性のe」（e caduque）を表すための、音韻論上の表記に用いられる音素であるに過ぎない。（後述の曖昧母音を参照。）
|                      |      | 前舌   | 前舌 | 中舌 | 後舌 |
| 非円唇               | 円唇 |        |      | 中舌 | 後舌 |
| -------------------- | ---- | ------ | ---- | ---- | ---- |
| 狭母音（高母音）     | 口腔 | i      | y    |      | u    |
| 半狭母音（半高母音） | 口腔 | e      | ø    | ə    | o    |
| 半広母音（半低母音） | 口腔 | ɛ (ɛː) | œ    | ə    | ɔ    |
| 半広母音（半低母音） | 鼻音 | ɛ̃      | (œ̃)  |      | ɔ̃    |
| 広母音（低母音）     | 鼻音 |        |      |      | ɑ̃    |
| 広母音（低母音）     | 口腔 | a      | a    | a    | (ɑ)  |

### 広母音
前舌の/a/と後舌の/ɑ/の音素対立は標準フランス語では部分的にしか維持されておらず、研究者の中にはこれらを別の音素であると見做さない者もある。しかしながら、これらの区別はケベックなど他の諸方言では依然としてはっきりと維持されている。
この領域ではフランスの話者の間に大きな差異があるが、それでもいくつかの全体的な傾向が観察される。まず、この区別は語末の強勢のある音節で最も良く保たれている。例えば次のような最小対――
tache /taʃ/ → [ˈtaʃ]（「汚れ」）とtâche /tɑʃ/ → [ˈtɑːʃ] （「仕事」）
rat /ʁa/ → [ˈʁa]（「鼠」）とras/ʁɑ/ → [ˈʁɑ]（「短く刈った」）
一方の広母音がもう一方よりも好まれるいくつかの環境がある。例えば、/ɑ/は/ʁw/の後と/z/の前で好まれる――
trois [ˈtʁwɑː]（「3」）
gaz [ɡɑːz]（「ガス」）
この音色（音質）の差異はしばしば長さの差異によって補強される（ただし、この差異は語末の閉音節では対立をなす）。2つの母音の正確な分布は話者によって大きく異なる。
強勢のない音節では後舌の/ɑ/はかなり稀となるが、それでもいくつかのありふれた単語に見出される場合がある――: château [ʃɑːto]（「城」）
強勢のある/ɑ/を含む語から派生した形態学上の複合語は、この母音を維持する場合もそうでない場合もある――
âgé /ɑ.ʒe/ → [ɑːˈʒe]（「老いた」。âge /ɑʒ(ə)/ [ˈɑːʒ]から派生）
rarissime /ʁa.ʁi.sim(ə)/ → [ʁaʁiˈsim]（「極めて稀な」。rare /ʁɑʁ/ [ʁɑːʁ]から派生）
最終音節であっても、拡張された音韻的環境においてその語が強勢を失った場合には後舌の/ɑ/は[a]となる場合がある――
J'ai été au bois /ʒe ete o bwɑ/ → [ʒeeteoˈbwɑ]（「私は森へ行った」）
J'ai été au bois de Vincennes /ʒe ete o bwɑ d‿vɛ̃.sɛn/ → [ʒeeteobwadvɛ̃ˈsɛn]（「私はヴァンセンヌの森へ行った」）

### 中母音
| 母音     | 例       | 例       | 例                 |
| IPA      | IPA      | 正書法   | 語義               |
| 口腔母音 | 口腔母音 | 口腔母音 | 口腔母音           |
| -------- | -------- | -------- | ------------------ |
| /i/      | [si]     | si       | もし               |
| /e/      | [se]     | ses      | 彼／彼女の（複数） |
| /ɛ/      | [sɛ]     | sait     | 知る               |
| /ɛː/     | [fɛːt]   | fête     | 祭り               |
| /ə/      | [sə]     | ce       | それ               |
| /œ/      | [sœːʁ]   | sœur     | 妹                 |
| /ø/      | [sø]     | ceux     | それら             |
| /y/      | [sy]     | su       | 知られた           |
| /u/      | [su]     | sous     | 〜の下             |
| /o/      | [so]     | sot      | 愚かな             |
| /ɔ/      | [sɔːʁ]   | sort     | 運命               |
| /a/      | [sa]     | sa       | 彼の               |
| /ɑ/      | [pɑːt]   | pâte     | 生地               |
| 鼻母音   |          |          |                    |
| /ɑ̃/      | [sɑ̃]     | sans     | 〜なしに           |
| /ɔ̃/      | [sɔ̃]     | son      | 彼の               |
| /œ̃/      | [bʁœ̃]    | brun     | 褐色の             |
| /ɛ̃/      | [bʁɛ̃]    | brin     | 若枝               |

中母音はある種の環境においては対立をなす一方で、ふつう相補分布においてしばしば現れる分布の重なりは、フランス語においては限定的である。フランス語では一般的に、半狭母音は開音節、半広母音は閉音節に現れることが多い。もっとも、最小対も存在する。
- 半広母音/ɛ/と半狭母音/e/は語末の開音節でも対立をなす。
poignée [pwaˈɲe]（「一握り」）とpoignet [pwaˈɲɛ]（手首）
- 同様に、半広母音の/ɔ/および/œ/は、半狭母音の/o/および/ø/と閉音節の単音節語でも対立をなす。
jeune [ˈʒœːn]（「若い」）とjeûne [ˈʒøːn]（「断食する」）
roc [ˈʁɔːk]（「岩」）とrauque [ˈʁoːk]（「しゃがれた」）
Rhodes [ˈʁɔːd]（「ロードス」）とrôde [ˈʁoːd]（「うろつく」）
Paul [ˈpɔːl]（男性名「ポール」)とPaule [ˈpoːl]（女性名「ポール」）
bonne [ˈbɔːn]（「良い」）とBeaune [ˈboːn]（「ボーヌ」）

この一般的な規則の他に、いくつかの複雑な事例がある。例えば、/o/と/ø/は[z]で終わる閉音節に出現する一方で、[ʁ]、[ɲ]、[ɡ]の前の閉音節の単音節語では[ɔ]のみが現れる。

### 鼻母音
奥舌鼻母音の音色はそれらと対応する口腔母音のものとはあまり似ておらず、/ɑ̃/と/ɔ̃/を弁別する対照要素は、後者ではさらに唇を丸めることにある。多くの話者は/œ̃/を/ɛ̃/に吸収させてしまっている。

### 曖昧母音
曖昧母音（シュワー）の/ə/は「脱落性のe」（e caduque）や「無音のe」（e mute）とも呼ばれ、音声として発音される場合はやや円唇の中舌中央母音 (Mid-central vowel) である。この母音は音声的には[œ]で/œ/と同一であると見做す研究者が多い。
Fagyal, Kibbee & Jenkins (2006)はより明確に、狭母音および半母音の前
netteté /nɛ.tə.te/ → [nɛtøte]（「明瞭」）
atelier /a.tə.lje/ → [atølje]（「アトリエ」）、
および句末の強勢のある位置――
dis-le ! /di lə/ → [diˈlø]（「それを言え！」）
では[ø]となり、他の位置では[œ]となると述べている。しかしながら、これは特別な音韻的挙動を示すので、独立した音素として考えられている。
フランス語の曖昧母音の主な特徴はその「不安定さ」にある。この母音は条件によっては発音されないことがあるのである。
- 語中の音節で単独の子音に続く場合は通常脱落する。
rappeler /ʁa.pə.le/ → [ʁaːple]（「思い出す」）
- 語末では最も高い頻度で無音である。
table /tabl(ə)/ → [ˈtaːbl]（「テーブル」）
- 語末の曖昧母音は、2つ以上の子音の後、子音から始まる語の前に位置する場合は任意で発音される場合がある。
une porte fermée /yn(ə) pɔʁt(ə) fɛʁ.me/ → [ynpɔʁt(œ)fɛʁme]（「閉じた扉」）
- ただし、-er型の動詞の未来形および条件法では、2つの子音の後であっても曖昧母音は任意で脱落する場合がある。
tu garderais /ty ɡaʁ.də.ʁɛ] → [tyɡaʁd(œ)ʁɛ]（「君は守るだろう」）
nous brusquerons [les choses] /nu bʁys.kə.ʁɔ̃/ → [nubʁysk(œ)ʁɔ̃]（「我々は[物事]を急ぐだろう」）
- 他方、語中であっても、発音される子音の後に続いて次の音節の頭子音との間に複合子音を形成できない場合には発音される。
gredin /ɡʁə.dɛ̃/ → [ɡʁœdɛ̃]（「ごろつき」）
sept petits /sɛt pəti/ → [ˈsɛtpœti]（「7人の小人」）[17]

フランス詩法では、語末の曖昧母音は他の母音の前と、詩行の末尾では必ず省略される。子音で始まる語の前では発音される。
例えばune femme grande fut ici [yn(ə) fam(ə) ɡʁɑ̃d(ə) fyt‿isi]（「背の高い女がここにいた」）は各語末の/ə/が全て発音され[ynœfamœɡʁɑ̃dœfytisi]となる（この例では後に半母音や高母音が続くものがないので全て[œ]となる）。
通常は曖昧母音は閉音節では中舌母音（[œ]）としては発音されない。屈折・派生による変形においては、そのような文脈で曖昧母音は通常、前舌母音/ɛ/と交代する。
harceler /aʁ.sə.le/ → [aʁsœle]（「しつこく攻撃する」）
[il] harcèle /aʁ.sɛl/ → [aʁsɛl]（「[彼は]しつこく攻撃する」）
3つの音の交代もいくつかの場合で観察される。
appeler /a.pə.le/ → [ap(œ)le]（「呼ぶ」）
j'appelle /ʒ‿a.pɛl/ → [ʒapɛl]（「私は呼ぶ」）
appellation /a.pe.la.sjɔ̃/ → [apelasjɔ̃]（「呼び名」）
上述のような振舞を見せない正書法上の<e>の場合は、不変の完全母音/œ/に対応するとした方がよりうまく分析できる。例えば、前接代名詞の-leはdonnez-le-moi /dɔ.ne lə mwa/ → [dɔnelœmwa]（「それを私に下さい」）のような通常は曖昧母音が発音されないような文脈でも義務的に発音され、強勢の決定においても完全な音節として扱われる。これに比して、単語内の不変な<e>は話者によってばらつきがあるが、例えばun rebond /ɛ̃ ʁə.bɔ̃/ → [ɛ̃ːʁœbɔ̃]または[ɛ̃ʁˈbɔ̃]（「バウンド」）がどちらとも発音されるのとは対照的に、un rebelle /ɛ̃ ʁə.bɛl/ → [ɛ̃ʁœbɛl]（「叛徒」）は完全母音として発音されなければならない。

### 長さ
一部の話者がmaître [ˈmɛːtʁ]（「先生」）とmettre [ˈmɛtʁ]（「置く」）などのような稀な最小対で/ɛː/と/ɛ/ に区別を置くという例外を除くと、母音の長さの変異は完全に異音的なものである。以下の2つの条件下で、強勢のある閉音節において母音は長くされうる――
- /o/、/ø/、/ɑ/および鼻母音はあらゆる子音の前で長くなる。pâte [pɑːt]（「生地」）、chante [ʃɑ̃ːt]（「歌」）など。
- 全ての母音は、/v/、/z/、/ʒ/、/ʁ/（組み合わせではない）のいずれか、もしくは子音群/vʁ/が後に続く場合に長くなる。mer/mère [mɛːʁ]（「海」/「母」）、crise [kʁiːz]（「危機」）、livre [ˈliːvʁ]（「書物」）など[22]。ただし、(ils) servent [sɛʁv]（「（彼らは）仕える」）、tarte [taʁt]（「タルト」）などの語では/ʁ/が/vʁ/以外の子音群に現れているので短母音として発音される。

これらのような音節が強勢を失うと、長母音化も起きなくなる。sauteの母音[o]はRegarde comme elle saute!（「彼女の跳びを見よ！」）では終末で強勢があるので長くなるが、Qu'est-ce qu'elle saute bien!（「彼女は何と見事に跳ぶのか！」）では強勢がないので長くならない。ただし、音素/ɛː/ではその示差的な性質のため例外があり、この音素が語末にある場合、例えばC'est une fête importanteではこの位置では強勢がないにもかかわらず長母音/ɛː/として発音される。
下表は句末の（強勢のある）位置にある語の発音の代表的な例である。
| 音素 | 閉音節での母音価 | 閉音節での母音価 | 閉音節での母音価 | 閉音節での母音価 | 開音節での母音価 | 開音節での母音価 |
| 音素 | 短母音           | 短母音           | 長母音           | 長母音           | 開音節での母音価 | 開音節での母音価 |
| ---- | ---------------- | ---------------- | ---------------- | ---------------- | ---------------- | ---------------- |
| /i/  | habite           | [aˈbit]          | livre            | [ˈliːvʁ]         | habit            | [aˈbi]           |
| /e/  | —                | —                | —                | —                | été              | [eˈte]           |
| /ɛ/  | faites           | [ˈfɛt]           | faire            | [ˈfɛːʁ]          | fait             | [ˈfɛ]            |
| /ɛː/ | fête             | [ˈfɛːt]          | rêve             | [ˈʁɛːv]          | —                | —                |
| /œ/  | jeune            | [ˈʒœn]           | œuvre            | [ˈœːvʁ]          | —                | —                |
| /ə/  | —                | —                | —                | —                | Fais-le !        | [fɛˈlø]          |
| /ø/  | jeûne            | [ˈʒøːn]          | joyeuse          | [ʒwaˈjøːz]       | joyeux           | [ʒwaˈjø]         |
| /y/  | débute           | [deˈbyt]         | juge             | [ˈʒyːʒ]          | début            | [deˈby]          |
| /u/  | bourse           | [ˈbuʁs]          | bouse            | [ˈbuːz]          | boue             | [ˈbu]            |
| /o/  | saute            | [ˈsoːt]          | rose             | [ˈʁoːz]          | saut             | [ˈso]            |
| /ɔ/  | sotte            | [ˈsɔt]           | mort             | [ˈmɔːʁ]          | —                | —                |
| /a/  | rate             | [ˈʁat]           | rage             | [ˈʁaːʒ]          | rat              | [ˈʁa]            |
| /ɑ/  | appâte           | [aˈpɑːt]         | rase             | [ˈʁɑːz]          | appât            | [aˈpɑ]           |
| /ɑ̃/  | pende            | [ˈpɑ̃ːd]          | genre            | [ˈʒɑ̃ːʁ]          | pends            | [ˈpɑ̃]            |
| /ɔ̃/  | réponse          | [ʁeˈpɔ̃ːs]        | éponge           | [eˈpɔ̃ːʒ]         | réponds          | [ʁeˈpɔ̃]          |
| /œ̃/  | emprunte         | [ɑ̃ˈpʁœ̃ːt]        | grunge           | [gʁœ̃ːʒ]          | emprunt          | [ɑ̃ˈpʁœ̃]          |
| /ɛ̃/  | teinte           | [ˈtɛ̃ːt]          | quinze           | [ˈkɛ̃ːz]          | teint            | [ˈtɛ̃]            |

### エリジオン
若干の単音節の機能語 (Function word) では末尾の母音（ほとんどの場合で/ə/）は母音で始まる語が後に続く統語的組み合わせにおいては省略（エリジオン）される。例えば、je /ʒə/（私）の末尾母音は、j'arrive /ʒ‿a.ʁiv/ [ʒaˈʁiv]（「私は到着する」）では省略されている。je dors /ʒə dɔʁ/ [ʒəˈdɔʁ]（「私は眠る」）は口語ではこれもエリジオンしてj'dors /ʒ‿dɔʁ/ [ˈʒdɔʁ]となることがある。

## 半母音と二重母音
半母音（半子音）の/j/、/w/、/ɥ/は音節の頭に出現し、直後に完全母音が続く。多くの場合でこれらはその対応物である母音/i/、/u/、/y/と体系的に交代する。例として、以下のような動詞がある――
nie [ni]; nier [nje]（「否定する」）
loue [lu]; louer [lwe]（「貸す」）
tue [ty]; tuer [tɥe]（「殺す」）
これらの例における半母音は、他の母音が続く時に潜在的な狭母音を半母音へと変化させる半母音形成過程の結果として解析されうる。（例、/nie/ → [nje]）
「閉鎖音＋流音」の形となる複合した音節冒頭（すなわち、破裂音または摩擦音に/l/または/ʁ/が続く）に続く場合は、通常この過程は抑止される。例えば、loue/louerの組が[u]と[w]との交代を見せる一方で、同じ接尾辞が複合した音節冒頭を持つcloue [klu]には半母音形成を引き起こさず、clouer [klue]（「釘を打つ」）となる。
ただし、「閉鎖音＋流音」の冒頭部の後でも「半母音＋母音」が出現する場合もある。代表的な例として、[ɥi]（pluie [plɥi]「雨」）、[wa]、[wɛ̃]がある。
こうしたデータはさまざまな方法で扱われうる。例えば、半母音の形成規則に適切な文脈条件を追加する方法や、フランス語の音素目録には潜在的な半母音ないしは/ɥi/と/wa/のような上昇二重母音が含まれるのだと仮定する方法などである。
半母音形成は通常はsemi-aride（「半乾燥の」）のような複合語の形態素境界を越えて起こることはない。しかしながら、口語的な使用域においては、半母音形成が形態素や語の境界を越えて観察されることもある。si elle [siɛl]（「もし彼女が」）はciel [sjɛl]（「空」）と、tu as [tya]（「君は持つ」）はtua [tɥa]（「（彼は）殺した」）と全く同じように発音されることもある。
半母音[j]は音節末でも、母音の後で、soleil [sɔlɛj] （「太陽」）のように出現する場合がある。ここでも、潜在的な完全母音/i/からの派生という説明は可能であるが、pays [pɛi]（「国」）とpaye [pɛj]（「給料」）、abbaye [abɛi]（「修道院」）とabeille [abɛj]（「蜂」）などの最小対となりうるものの存在があるのでこの分析は常に妥当する訳ではない。

## 強勢
フランス語においては単語の強勢（アクセント）は示差的なものではない。すなわち、強勢の位置だけに基づいて2つの単語が区別されるということはありえない。文法的な強勢は単語の最後の完全な音節（すなわち、曖昧母音以外の母音を持つ最後の音節）にしか来ることができない。曖昧母音を唯一の母音として持つ単音節（ce, de, queなど）は通常は強勢のない接語であるが、特別な場合には強勢が置かれることもあり、別の扱いが必要となる。
フランス語における強勢のある音節とない音節の差異は、英語に比べると顕著なものではない。強勢のない音節の母音もその音色は完全に保たれ、音節タイミングのリズムを生み出す（en:Isochrony参照）。加えて、句や文の中で発音される際には単語はさまざまな度合いでその強勢を失う。一般的に、音韻句内の最後の単語（の、曖昧母音を除く最後の音節）のみがその完全な文法的強勢を維持する。

### 強調強勢
強調強勢は、例えば対比を表したり、言葉の情感を強めたりなど、ある文脈の中で特定の要素に注意を向けさせるのに用いられる。フランス語では、この強勢は当該の単語の最初の子音から始まる音節に置かれる。母音の広さと高さの増大や、冒頭の子音の長子音化などの特徴が強調強勢に伴う。
- C'est parfaitement vrai. [sɛpaʁfɛtmɑ̃ˈvʁɛ]（「それは完璧に本当です。」強調強勢なし）
- C'est parfaitement vrai. [sɛ(p)ˈpaʁfɛtmɑ̃vʁɛ]（parfaitementに強調強勢）